# BALTOPS

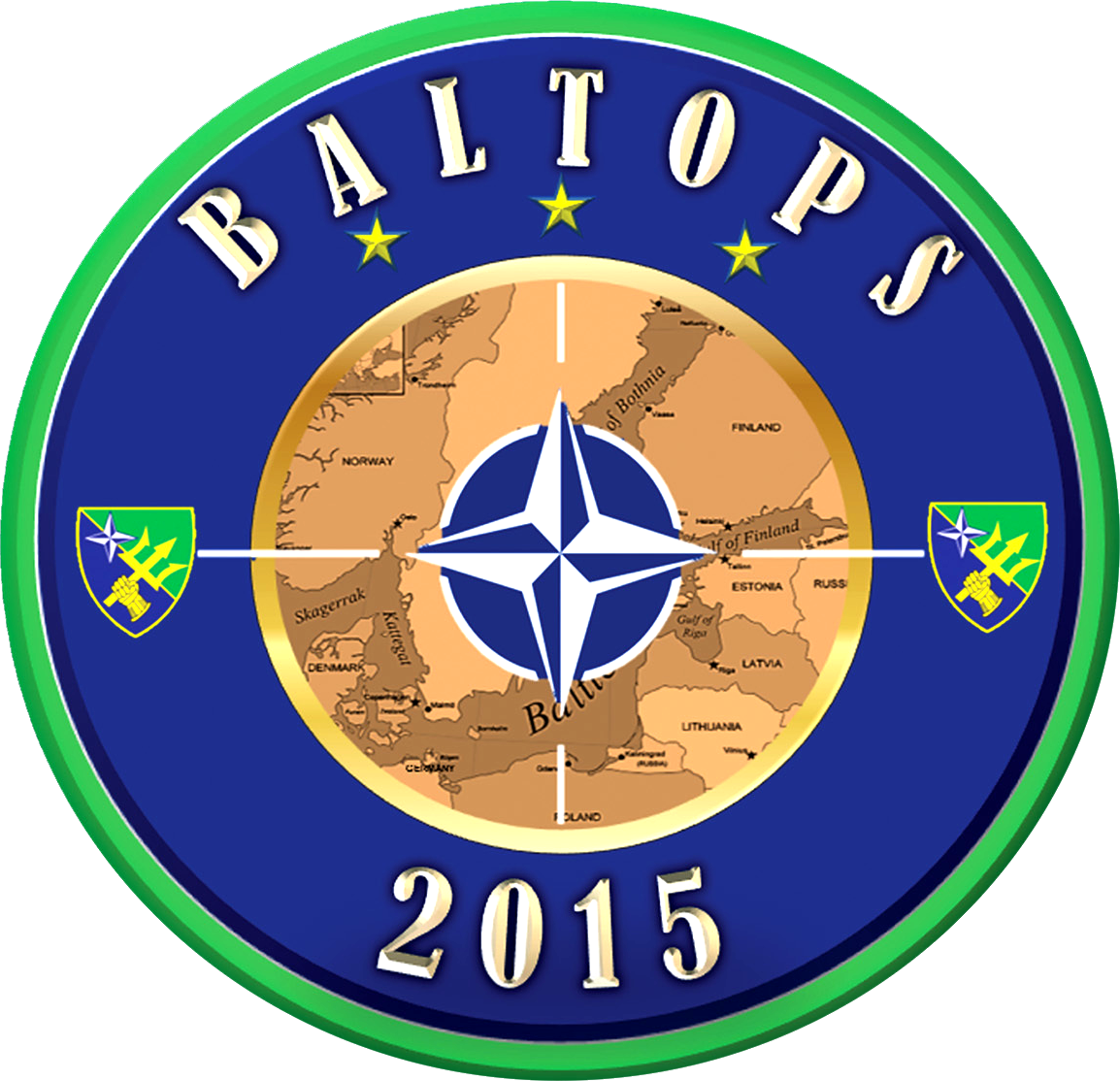
BALTOPS 2015 logo.

BALTOPS (samentrekking van Baltic Operations) is een jaarlijkse militaire oefening die sinds 1971 door de US Naval Forces Europe wordt gehouden in de Oostzee en de omringende gebieden.
Tijdens BALTOPS wordt getraind met schietoefeningen, bunkeren en overladen op zee, onderzeebootbestrijding (ASW), radaropsporing en -onderschepping, opsporen en opruimen van mijnen, zeemanschap, opsporing en redding, zeeblokkade en scenario's voor potentiële crises in de echte wereld en maritieme veiligheid.